# Acrylonitril-butadieen-styreen
Acrylonitril-butadieen-styreen (ABS) is een thermoplast en een copolymeer die gebruikt wordt voor starre voorwerpen. Het bestaat uit 5 tot 30% 1,3-butadieen en zo'n 50% styreen, met de rest acrylonitril. Het is eenvoudig te spuitgieten en levert een glad en stevig aanvoelend plastic op. Bij verwerken zoals verwarmen, 3D-printen en boren komt een kenmerkende licht onaangename geur vrij.

## Productie
Industrieel wordt ABS hoofdzakelijk vervaardigd als een entcopolymeer: op een latex van polybutadieen worden zijketens opgebouwd van acrylonitril-styreenpolymeer.
Een andere mogelijkheid is door acrylonitril-butadieen-rubber en styreen-acrylonitril-copolymeer te mengen, zodanig dat er een verbinding tussen beide ontstaat. Het is een thermoplastisch materiaal en is dus gemakkelijk te spuitgieten.

## Eigenschappen

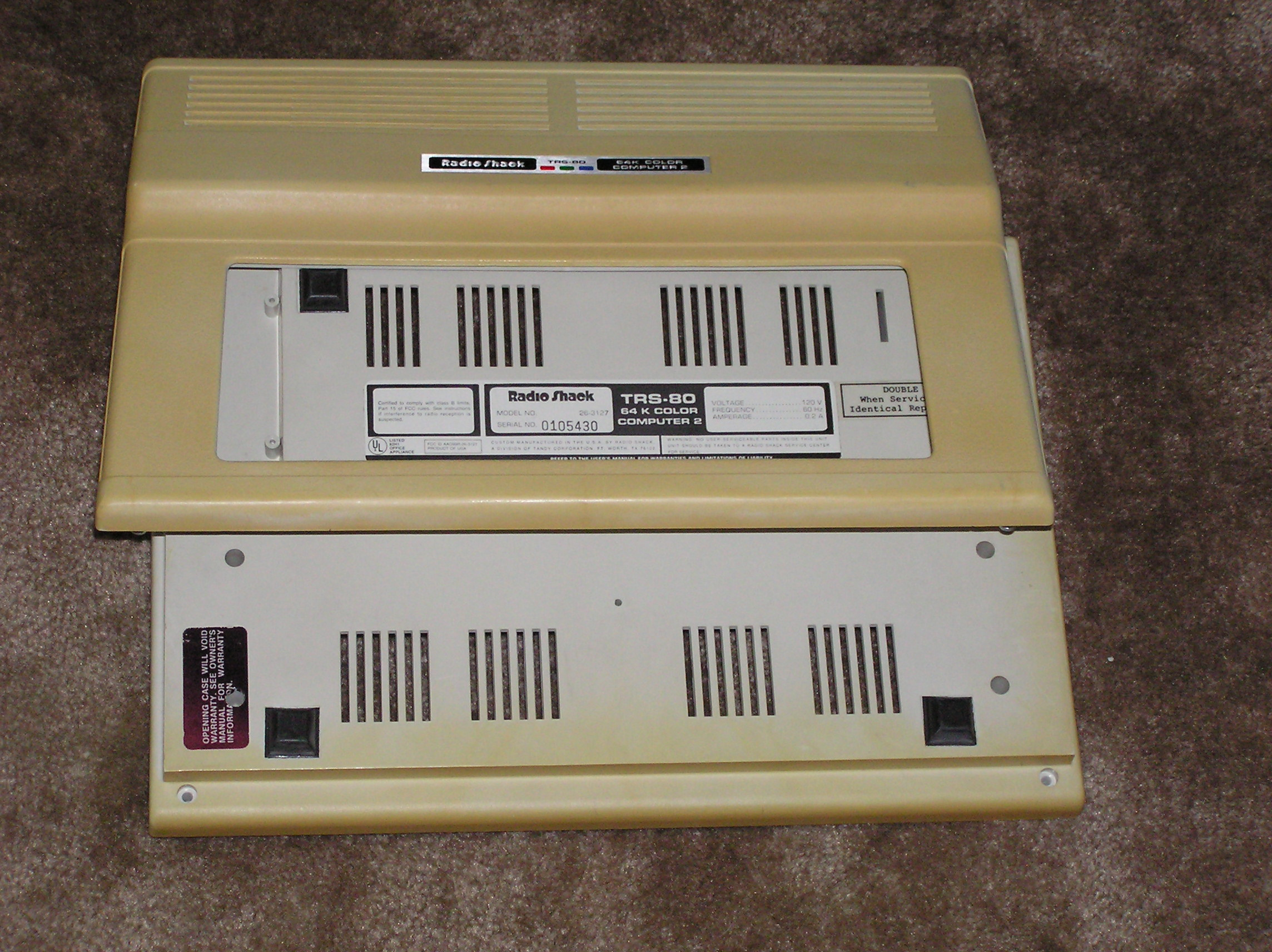
De behuizing van een TRS-80 Color Computer 2, uit ABS dat door veroudering vergeeld is.

ABS is een vormvast materiaal en heeft weinig neiging tot kruip. De maximale gebruikstemperatuur ligt tussen de 85 °C en de 100 °C, afhankelijk van de modificatie. De minimale gebruikstemperatuur is −35 °C. Het is een brandbaar polymeer, waar vlamvertragers aan moeten worden toegevoegd. Het is ook onderhevig aan veroudering door blootstelling aan de weersomstandigheden (UV-licht, zuurstof, vocht, hitte) omdat polybutadieen de oxidatie van polystyreen vergemakkelijkt. Daardoor verkleurt het plastic en verliest het zijn mechanische sterkte. Om dit tegen te gaan worden er ook UV-stabilisators aan toegevoegd.
| Soortelijke massa:    | 1,06 g/cm3 |
| --------------------- | ---------- |
| Treksterkte:          | 39 MPa     |
| Buigsterkte:          | 67 MPa     |
| Elasticiteitsmodulus: | 2000 MPa   |
| Rek bij breuk:        | 30%        |
| Kerfslagwaarde:       | 2 kJ/m2    |

## Gebruik
ABS is een licht maar hard, slagvast polymeer. Het is goedkoop en geschikt voor de behuizing van allerlei apparaten. Ook in de automobielindustrie wordt ABS veel gebruikt.
ABS wordt onder meer gebruikt in de volgende producten:
- Autobumpers
- LEGO-blokjes
- Golfclubs
- Stofzuigers en andere huishoudelijke apparatuur zoals keukenmachines
- Reiskoffers
- Rubiks kubus
- Airsoft-replica's
- Goedkopere motorhelmen
- Koetswerk van auto's, zoals de Citroën Méhari
- Boormachine en ander elektrisch gereedschap
- Kunststof lijmtangen en klemmen
- Behuizingen voor beeldschermen en andere elektrische (huishoudelijke) apparaten
- Omlijsting van keukendeurtjes
- Materiaal bij FDM 3D printing
- Computertoetsenbordtoetsen
- Telefoons[1]
- Dienbladen
- Veiligheidshelmen
- Surfplanken